# Tour de Yorkshire de 2015
A 1.ª edição da competição ciclista Tour de Yorkshire celebrou-se no Reino Unido entre 1 a 3 de maio de 2015 sobre um percurso de 515 quilómetros.
A prova pertenceu ao UCI Europe Tour de 2015 dentro da categoria 2.1 e foi ganhada pelo corredor norueguês Lars Petter Nordhaug da equipa Sky. O pódio completaram-no Samuel Sánchez da equipa BMC Racing Team e Thomas Voeckler da equipa Team Europcar.

## Equipas participantes
Tomaram parte na carreira 18 equipas dos quais 5 foram de categoria UCI ProTeam convidados pela organização, 6 de categoria Profissional Continental, 6 de categoria Continental e 1 selecção nacional, quem formaram um pelotão de 140 ciclistas dos que terminaram 123. As equipas participantes foram:
| Equipa                      | Cód. UCI | Categoria                |
| --------------------------- | -------- | ------------------------ |
| BMC Racing Team             | BMC      | UCI ProTeam              |
| Team Giant-Alpecin          | TGA      | UCI ProTeam              |
| IAM Cycling                 | IAM      | UCI ProTeam              |
| Team LottoNL-Jumbo          | TLJ      | UCI ProTeam              |
| Team Sky                    | SKY      | UCI ProTeam              |
| Team Europcar               | EUC      | Profissional Continental |
| Cofidis, Solutions Crédits  | COF      | Profissional Continental |
| Cult Energy                 | CLT      | Profissional Continental |
| MTN-Qhubeka                 | MTN      | Profissional Continental |
| Roompot Oranje Peloton      | ROP      | Profissional Continental |
| Topsport Vlaanderen-Baloise | TSV      | Profissional Continental |
| JLT Condor                  | JLT      | Continental              |
| Madison Genesis             | MGT      | Continental              |
| NFTO                        | NPC      | Continental              |
| One Pro Cycling             | ONE      | Continental              |
| Team Raleigh-GAC            | RAL      | Continental              |
| Team Wiggins                | WGN      | Continental              |
| Selecção da Grã-Bretanha    |          | Selecção nacional        |

## Etapas
| Etapa | Data      | Percurso                  | Km  | Vencedor             | Líder                |
| ----- | --------- | ------------------------- | --- | -------------------- | -------------------- |
| 1.ª   | 1 de maio | Bridlington – Scarborough | 174 | Lars Petter Nordhaug | Lars Petter Nordhaug |
| 2.ª   | 2 de maio | Selby – York              | 174 | Moreno Hofland       | Lars Petter Nordhaug |
| 3.ª   | 3 de maio | Wakefield – Leeds         | 167 | Ben Hermans          | Lars Petter Nordhaug |

## Classificação final
As classificações finalizaram da seguinte forma:
| Posição | Ciclista             | Equipa                     | Tempo            |
| ------- | -------------------- | -------------------------- | ---------------- |
|         | Lars Petter Nordhaug | Team Sky                   | 12 h 47 min 56 s |
| 2.ª     | Samuel Sánchez       | BMC Racing Team            | a 11 s           |
| 3.ª     | Thomas Voeckler      | Team Europcar              | a 11 s           |
| 4.ª     | Stéphane Rossetto    | Cofidis, Solutions Crédits | a 13 s           |
| 5.ª     | Philip Deignan       | Team Sky                   | a 24 s           |
| 6.ª     | Ben Hermans          | BMC Racing Team            | a 1 min 05 s     |
| 7.ª     | Greg Van Avermaet    | BMC Racing Team            | a 1 min 15 s     |
| 8.ª     | Erick Rowsell        | Madison-Genesis            | a 1 min 21 s     |
| 9.ª     | Huub Duyn            | Team Roompot               | a 1 min 27 s     |
| 10.ª    | Richard Handley      | JLT-Condor                 | a 1 min 27 s     |

### Classificação por pontos
| Posição | Ciclista             | Equipa     | Pontos |
| ------- | -------------------- | ---------- | ------ |
|         | Lars Petter Nordhaug | Team Sky   | 21     |
| 2.º     | Greg Van Avermaet    | BMC Racing | 17     |
| 3.º     | Ben Hermans          | BMC Racing | 15     |

### Classificação da montanha
| Posição | Ciclista        | Equipa                     | Pontos |
| ------- | --------------- | -------------------------- | ------ |
|         | Nicolas Edet    | Cofidis, Solutions Crédits | 26     |
| 2.º     | Ian Bibby       | NFTO                       | 16     |
| 3.º     | Lawson Craddock | Giant-Alpecin              | 11     |

### Classificação por equipas
| Posição | Equipa                     | Tempo           |
| ------- | -------------------------- | --------------- |
|         | Team Sky                   | 38 h 26 min 3 s |
| 2.º     | BMC Racing                 | a 32 s          |
| 3.º     | Cofidis, Solutions Crédits | a 2 min 25 s    |